# リチウムの同位体
リチウム(Li)（標準原子量: 6.941(2) u）には天然に6Liと7Liの2つの同位体がある。7Liの存在比は92.5%である。また、7つの放射性同位体が同定されていて、最も安定な8Liの半減期は838ミリ秒であり、9Liの半減期は178.3ミリ秒である。その他の放射性同位体は8.6ミリ秒以下の半減期を持つ。最も不安定なものは4Liで、陽子放出によって、7.58043×10−23 秒の半減期で崩壊する。
7Liは、ビッグバン原子核合成により生じた最初のうちの元素の1つである（6Liも恒星の中にわずかにできた）。リチウムの同位体分別は天然においても、鉱物の生成、代謝、イオン交換等、様々なプロセスにおいて行われる。例えば、リチウムイオンは、粘土中の鉱物の中で、マグネシウムや鉄と置換するが、ここでは6Liがより多く選択される。

## 同位体分別

### カラム交換
リチウム6はリチウム7よりも水銀に対する親和性が高い。そのため、水酸化リチウム溶液と、リチウムと水銀のアマルガムを接触させると、リチウム6が優先的にアマルガム中で濃縮され、リチウム7は溶液中に放出される。
これがカラム交換分離法の原理である。リチウム6画分は水銀によって先に流れ、リチウム7画分は水酸化物とともに流れる。
カラムの底では、リチウム6の割合が多いリチウムがアマルガムから分離され、水銀は回収されて再利用される。 カラムの上部では、水酸化リチウム溶液の電解によってリチウム7の割合が多いリチウムが解放される。この方法では分離度はカラムの長さと流速に依存する。

### 真空蒸留
リチウムは真空中では約550℃まで熱せられる。リチウム原子は液面から蒸発し、数cm上の冷たい面に集められるが、リチウム6原子が優先的に集められる。
理論的な分離効率は約8%である。このプロセスを何度も繰り返すことで、高い分離度を得ることができる。

## 同位体

### リチウム4
リチウム4は3つの陽子と1つの中性子から構成される。リチウムの同位体の中で最も寿命が短い。陽子放出により崩壊する。いくつかの核融合反応の中間体として生成する。

### リチウム6
リチウム6はトリチウムの原料物質となり、核融合反応の中性子吸収材にもなる。天然のリチウムの7.5%を占める。リチウム6の大部分は核兵器への使用のために分離される。
リチウム6は中性子を吸収してトリチウムとヘリウム4を生成する。この反応は発熱反応である。
6Li+n=T+4He+4.8MeV

### リチウム7
リチウム6の製造に使用した残渣のほとんどはリチウム7であり、環境中に放出されることもある。リチウム7の割合が天然より35.4%高い場所が、ペンシルベニア州West Valley Creekの海底の炭酸塩帯水層にある。このようにリチウムの同位体構成比は源によって大きく違う。
リチウム7は、液体フッ素原子炉のフッ化リチウム溶媒として用いられている。
また、リチウム7の水酸化物は加圧水型原子炉の冷却液のアルカリ化に用いられている。
リチウム7は中性子を吸収してトリチウムとヘリウム4と中性子を生成する。この反応は吸熱反応である。
7Li+n+2.5MeV=T+4He+n

## 一覧
| 同位体 核種 | Z(p) | N(n) | 同位体質量 (u)  | 半減期                     | 核スピン | 天然存在比 (モル分率) | 天然存在比の範囲 (モル分率) |
| ----------- | ---- | ---- | --------------- | -------------------------- | -------- | --------------------- | --------------------------- |
| 3Li         | 3    | 0    | 3.030775        |                            |          |                       |                             |
| 4Li         | 3    | 1    | 4.02719(23)     | 9.1(9)×10−23 s [6.3 MeV]   | 2-       |                       |                             |
| 5Li         | 3    | 2    | 5.01254(5)      | 3.7(30)×10−22 s [~1.5 MeV] | 3/2-     |                       |                             |
| 6Li         | 3    | 3    | 6.015122795(16) | 安定                       | 1+       | [0.075899(4)]         | 0.07714-0.07225             |
| 7Li         | 3    | 4    | 7.01600455(8)   | 安定                       | 3/2-     | [0.9241(4)]           | 0.92275-0.92786             |
| 8Li         | 3    | 5    | 8.022487359(10) | 840.3(9) ms                | 2+       |                       |                             |
| 9Li         | 3    | 6    | 9.026789499(21) | 178.3(4) ms                | 3/2-     |                       |                             |
| 10Li        | 3    | 7    | 10.035481(16)   | 2(5)×10−21 s [1.2(3) MeV]  | (1-,2-)  |                       |                             |
| 11Li        | 3    | 8    | 11.04798(21)    | 8.75(14) ms                | 3/2-     |                       |                             |
| 12Li        | 3    | 9    | 12.053779(107)# | <10 ns                     |          |                       |                             |

・同位体の存在比は地球上においても環境によって変動する。そのため、リチウムの原子量は日本化学会の発行する元素周期表においても範囲で示されている。同様な元素は同周期表においてリチウム含め13種存在する。